# قاعدة العملاء (اقتصاد)

قاعدة العملاء هي مجموعة من العملاء الذين يشترون بشكل متكرر سلع أو خدمات شركة. هؤلاء العملاء هم مصدر رئيسي للإيرادات للشركة. يمكن اعتبار قاعدة العملاء سوقًا مستهدفًا للشركة، حيث يتم فهم سلوكيات العملاء جيدًا من خلال أبحاث السوق أو الخبرة السابقة. الاعتماد على قاعدة العملاء يمكن أن يجعل النمو والابتكار صعبًا. يمكن للشركات التي لديها قاعدة عملاء تتكون أساسًا من شركات كبيرة زيادة قاعدة عملائها من خلال ملاحقة الشركات الصغيرة والمتوسطة الحجم.
من وجهة النظر القانونية، فإن قاعدة الزبائن هي جمع بيانات سرية يسهل الوصول إليها عن الكيانات التي تشتري سلعا أو تستخدم خدمات منظم مشاريع معين، ترتبط فعليا أو تعاقديا بتلك المؤسسة (الزبائن) ذات القيمة الاقتصادية القابلة للقياس، مما يتيح إبرام أو تنفيذ عقود مع هؤلاء الزبائن. قاعدة العملاء في هذا المعنى تستوفي بشكل عام شروط الاعتراف بها كنوع من الدراية غير التقنية. يمكن تداول قاعدة العملاء، على وجه الخصوص، قد يتم بيعها، ومن الممكن السماح لشخص ما باستخدامها. يمكن أيضًا المساهمة في قاعدة العملاء للشركة كمساهمة عينية
تبدأ جميع الشركات بدون عملاء. تبدأ هذه الشركات الناشئة بفكرة مجردة تتطور ببطء إلى شيء سيشتريه شخص ما. نظرًا لأن هذه المنتجات تتطور من أفكار مجردة إلى أشياء بدائية يتم تنقيحها بعد ذلك، فإن الأعمال التي أنشأت المنتج تبدأ في كسب العملاء. يصبح العملاء الراضون المشترين المتكررين والعميل الأساسي للشركة. هذه هي العملية التي تخلق قاعدة العملاء. في أغلب الأحيان، تبدأ الشركات الناشئة الناجحة مع عملاء السوق المنخفضي أو المنخفض ذوي الدخل المنخفض والتكاليف المنخفضة. نظرًا لأن المنتجات أو الخدمات التي يتم شراؤها يتم صقلها وإعادة تصميمها، تكتسب الشركة عملاء متميزين يكتسبون اهتمامًا بالمنتج حيث يصل إلى مستويات أعلى من الوظائف أو الاستخدام أو القيمة. مع استمرار التحول إلى هؤلاء العملاء ذوي الأولوية الأعلى، يبدأون في أن يكونوا مصدرًا أكبر للدخل للشركة، ويصبحون ببطء القاعدة الرئيسية التي توليها الشركة الأهمية القصوى. تُعرف هذه العملية، المتمثلة في الانتقال من العملاء ذوي الأرباح المنخفضة إلى العملاء الأكثر تكلفة والأكثر ربحية، باسم البث، وهي جزء لا يتجزأ من نظرية الابتكار التخريبي.
تعمل الشركات بشكل تنافسي للغاية للحفاظ على سوقها الأساسية سليمة. سيبحث البائعون عن مشتريهم لزيادة وعي العملاء. أصبح الحفاظ على المنتجات الموجهة للعملاء أولوية كبيرة جدًا، في الواقع، أنه أصبح من التركيز الكبير لكليات إدارة الأعمال تعليم جميع أنواع مديري الأعمال، من مدير إلى مسوق، إلى إبقاء العميل في الاعتبار لتحسين وإنشاء المنتجات القابلة للبيع. من النادر جدًا أن تفقد شركة قائمة عملائها الأساسيين لصالح شاغلي الوظائف، وذُكر أنه عندما تفقد شركة قائمة قاعدتها الاستهلاكية بطرق مفاجئة ومباشرة، لم تكن خطوة بارعة من شاغل الوظيفة هي التي سمحت بحدوث ذلك، بل نتيجة قيام الشركة القائمة «بإسقاط الكرة».
مع نمو الشركات لقاعدة عملائها، واكتساب الخبرة في إرضاءهم، اعتاد عملاؤها على إنجاز هذا العمل مهمة معينة لهم. قد يرتبط الاسم التجاري للشركة أو المنتج بالمهمة التي يستخدمها العميل من أجلها. Xerox و Kleenex و Band-Aid هي بعض الحالات المتطرفة لاستخدام الأسماء التجارية كاسم عام للمنتج نفسه. في الواقع، طالما كان العملاء راضين باستمرار عن مشترياتهم، فإن فعل الذهاب إلى العلامة التجارية لتلك الشركة لإنجاز مهمة معينة يصبح معتادًا.
المشترون والمستخدمون المتكررون مفيدون أيضًا لأسباب أخرى، لأنهم مصدر إعلانات «الكلام الشفهي». أظهرت الدراسات أن رضا العملاء عن العلامة التجارية يؤدي إلى المزيد من عمليات الشراء،  يعرب العميل الراضي عن استمتاعه بالمنتج، أو حتى يظهر لصديق المنتج ويجربه، ويجوز للعميل غير الراضي أن يتحدث ضد منتج أو لا يذكره على الإطلاق (). المستهلك الأساسي هو المنتشر الرئيسي للاسم التجاري للشركة، وكلما زاد استخدامهم ومثل ما يستهلكونه، كلما زاد اهتمام أولئك الذين يحيطون بهم ثم يصبحون عملاء بأنفسهم.
أصبح مستهلكو المحتوى في النهاية مشبعين تمامًا، ولم يعودوا يرغبون في ترقية المنتج كما كان من قبل. يبدأ هذا العميل في فقدان الاهتمام، ويتوقف عن أن يصبح مشترًا منتظمًا للعمل. نظرًا لأن الشركة تميل إلى الانجراف في السوق، فإن العديد من العملاء ذوي المستوى الأدنى لا يواكبون ذلك. يميل هؤلاء العملاء بعد ذلك إلى اللجوء إلى شركات أخرى للحصول على منتجات أو خدمات بديلة لها ميزات يقدرونها على الترقيات المعتادة للشركة الأصلية. تسمح الشركة الأصلية أيضًا لهؤلاء العملاء بالمغادرة، حيث قاموا بتحويل الأولوية إلى العملاء المتميزين.
نظرًا لأن العملاء الأساسيين القدامى يفقدون الأولوية، فإن الشركة التي باعت لهم لا تكافح بشدة للاحتفاظ بهم. قد يخاطر القتال من أجل العملاء القدامى بفقدان الأشخاص الجدد الأكثر ربحية. يسمح هذا للشركات الناشئة الجديدة بالبدء في الانتقال إلى المنبع من خلال تحقيق هؤلاء العملاء المثيرين للاهتمام لأنفسهم، حيث تمر الشركة الناشئة بنفس الدورات التي مرت بها الشركة القائمة. من خلال مطاردة العملاء المتميزين والسماح للعملاء الأقل ربحية بفقدان الأولوية وإبعادهم عن الشركات الصاعدة، تمكنت الشركة من تحويل قاعدتها إلى مجموعات جديدة تمامًا من الأشخاص.
1. 1 2 3  حل المبتكر:خلق واستدامة نمو ناجح. نشر كلية هارفارد للأعمال. ٢٠٠٣.
2. ↑  ويير ، ماري هاييز (5 ديسمبر 2006). تنوي SAP مضاعفة قاعدة العملاء ثلاث مرات في غضون أربع سنوات.
3. ↑  كريستنسن ، كلايتون ، توماس كريغ ،وستيورات هارت (2001). الاضطراب العظيم.
4. 1 2  نارايااندا، داس (2007). الاتجاهات في التعليم التنفيذي في تسويق الأعمال التجارية. التسويق من شركة إلى أخرى.
5. ↑  بارع، جون؛ مارك شين و لارا برووز (1996). أتمتة السلوك الاجتماعي: الآثار المباشرة لبناء السمات وتنشيط الصورة النمطية على العمل.
6. 1 2  دوبروفسكي، دراغو (ديسمبر 2001). دور رضا العملاء في تحقيق التميز في الأعمال التجارية.